# Zenta Kopp
Zenta Kopp   (Múnic, 29 de desembre de 1933), nascuda Gastl, és una atleta alemanya, especialista en curses de tanques, que va competir sota bandera de la República Federal Alemanya durant les dècades de 1950 i 1960.
Durant la seva carrera esportiva va prendre part en tres edicions dels Jocs Olímpics d'Estiu. El 1956, 1960 i 1964. En totes les edicions va disputar la cursa dels 80 metres tanques del programa d'atletisme, sent sempre eliminada en sèries.
En el seu palmarès destaca una medalla de plata en els 80 metres tanques al Campionat d'Europa d'atletisme de 1958. El 29 de juliol de 1956 va establir el rècord mundial dels 80 metres tanques. Es proclamà campiona d'Alemanya Occidental en els 80 metres tanques el 1955, 1956 i de 1958 a 1960; en el salt de longitud el 1959 i 1960. En pista coberta es proclamà campiona nacional dels 60 metres tanques el 1959 i 1958.

## Millors marques
- 80 metres tanques. 10.6" (1956)
- Salt de llargada. 6,20 metres (1956)
- Pentatló. 4.527 punts (1963)[1][8]